# Медові мурашки

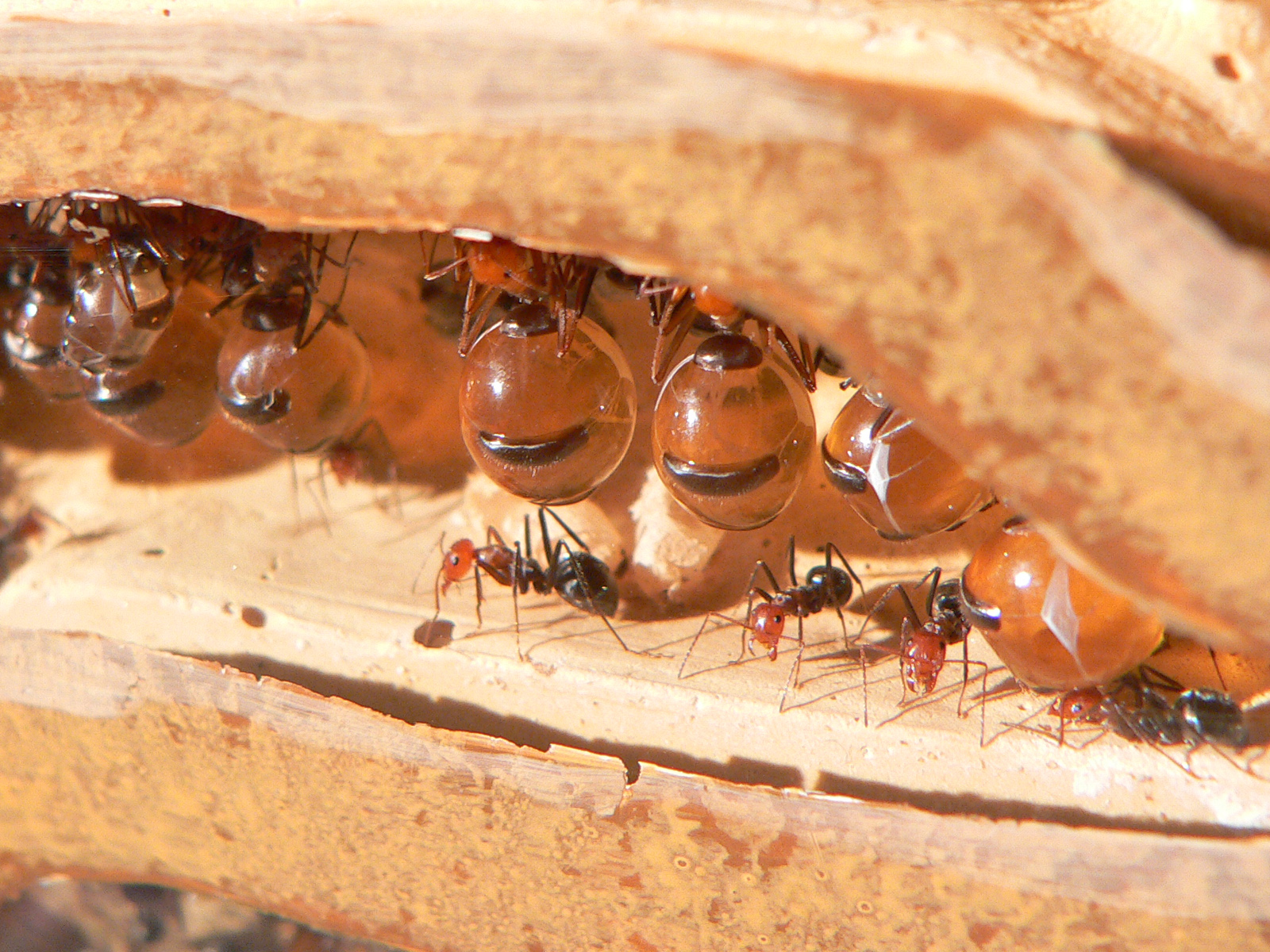
«Медові бочки» в гнізді мурашок роду Myrmecocystus (Північна Америка)

Медо́ві мура́хи — екологічна група, що включає мурашок декількох різних родів, що накопичують рідкі вуглеводи в черевці однієї з каст робітників.

## Опис
У медових мурах трапляються так звані «мурашині бочки» — спеціалізована група робочих особин, що зберігають у роздутих зобиках черевця запаси рідкої вуглеводної їжі. Цю спеціальну касту називають також repletes або plerergate (rotund). Вони зберігають у собі рідкий корм і відригують його при необхідності одноплемінникам, що живуть в їхньому мурашнику. У гнізді Myrmecocystus melliger може мешкати більше ніж 1 500 «мурашиних діжок».

## Поширення
Трапляється у 5 родів, що належать до 5 різних триб двох підродин (Formicinae і Dolichoderinae). Виявляються, як правило в регіонах з аридним кліматом, в пустелях і напівпустелях Північної Америки (1 рід Myrmecocystus; Мексика, США), Південної Африки (Plagiolepsis trimineni) та Австралії (3 роди).
- Myrmecocystus (Lasiini; у приблизно 30 видів)
- Camponotus (Camponotini; у виду Camponotus inflatus)
- Melophorus (Melophorini; у 2 видів: Melophorus bagoti і Melophorus cowlei)
- Plagiolepsis (Plagiolepidini; у виду Plagiolepsis trimineni)
- Leptomyrmex (Dolichoderinae; у частини видів)

Подібні, але не настільки явні тенденції до накопичення рідкого корму відзначають у мурашок родів Erebomyrma, Pheidologeton, Prenolepis, Proformica та Oligomyrmex.
Мурашки  Myrmecocystus наводить як утруднення у доказі теорії еволюції Чарлз Дарвін у книзі «Про походження видів шляхом природного відбору», оскільки важко пояснити, як дві абсолютно різні форми мурашки може виникнути у межах одного виду.